# 下神明駅

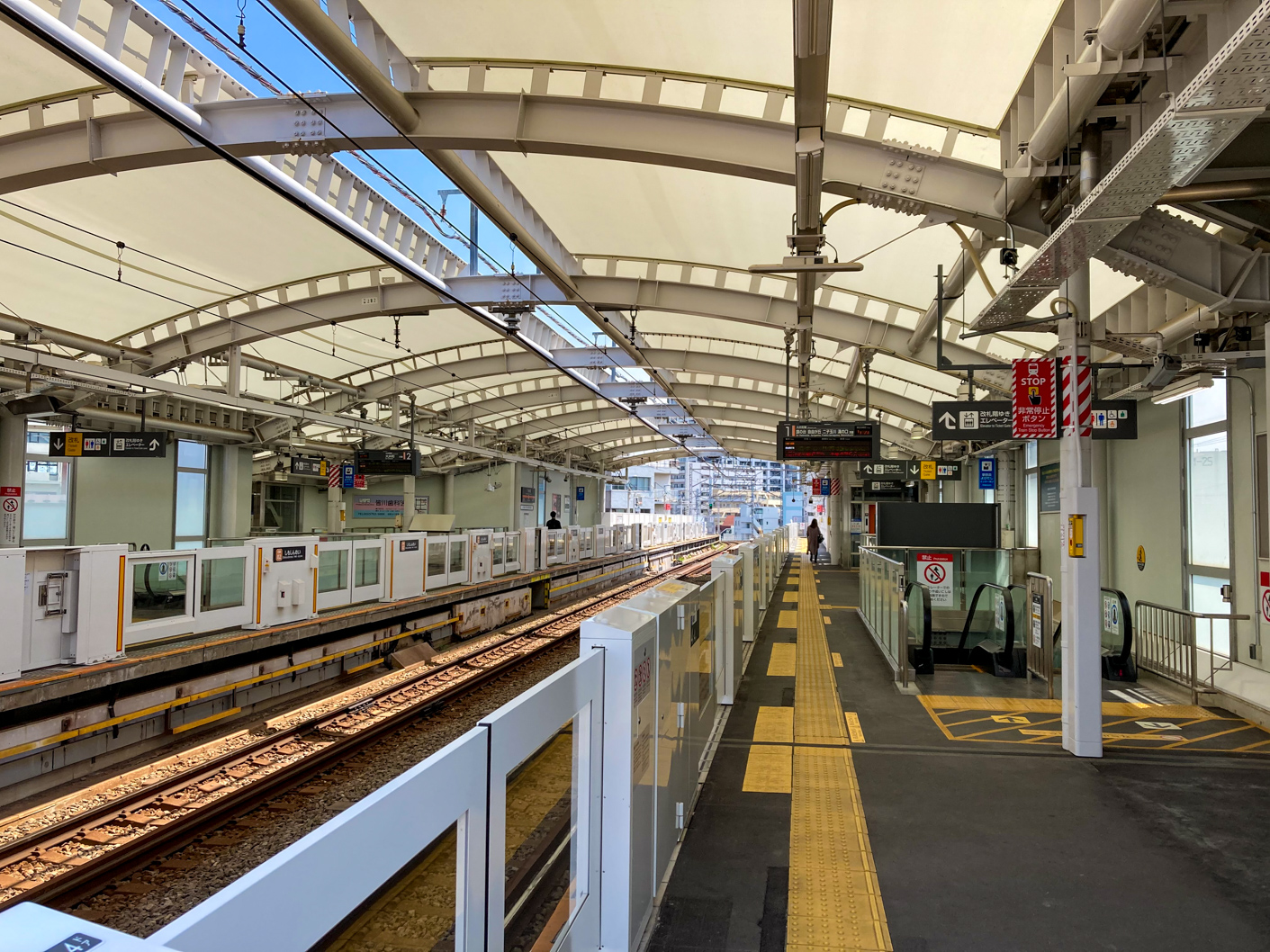
ホーム（2021年4月）

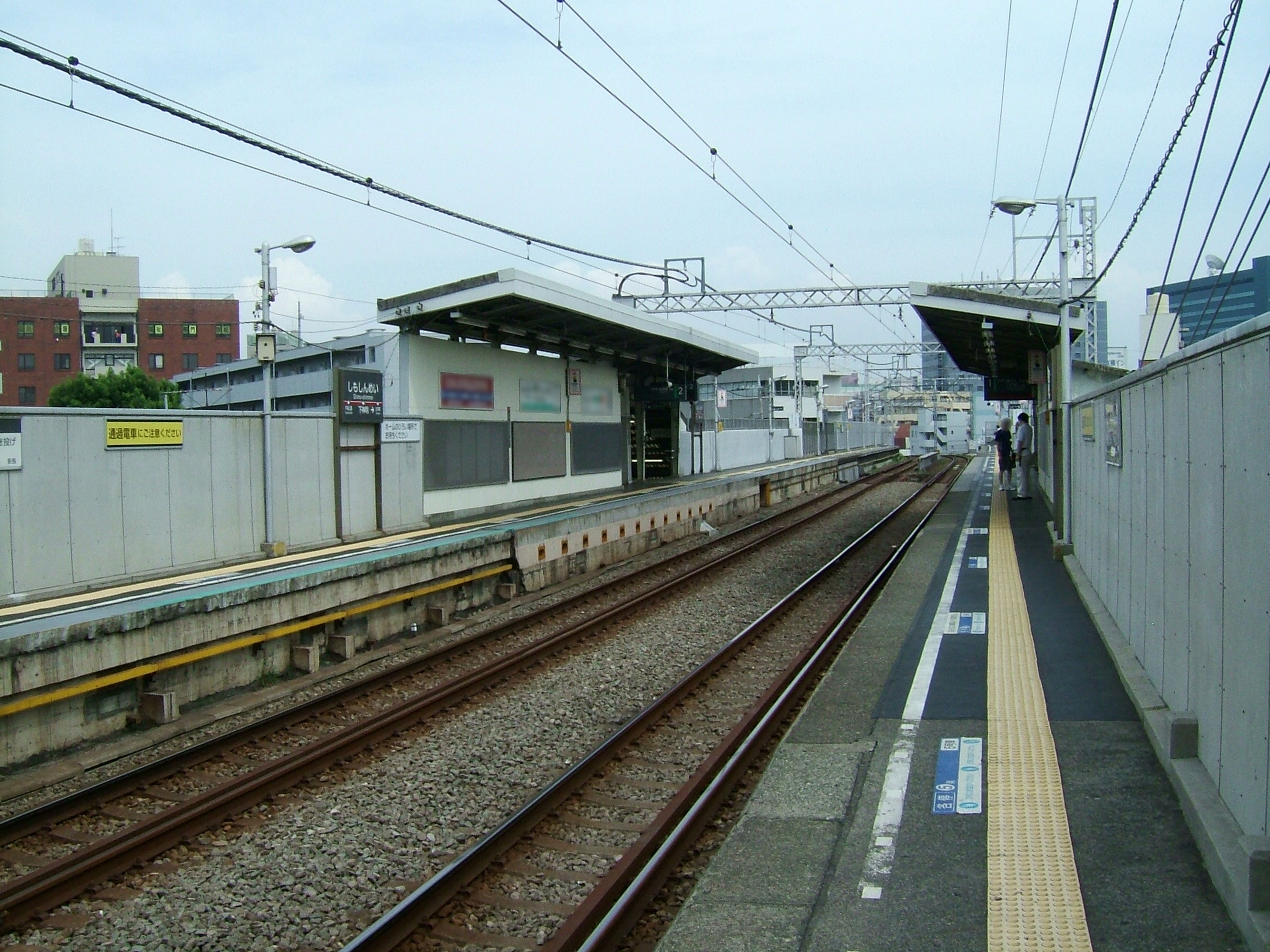
バリアフリー化以前のホーム（2008年8月）

下神明駅（しもしんめいえき）は、東京都品川区西品川一丁目にある、東急電鉄大井町線の駅である。駅番号はOM02。

## 歴史
- 1927年（昭和2年）7月6日：戸越駅（とごしえき）として開設[1]。
- 1936年（昭和11年）1月1日：下神明駅（しもしんめいえき）に改称[1]。
- 1976年（昭和51年）4月1日：5両編成運行開始に伴い、一部列車で当駅におけるドアカット開始[2]。
- 1978年（昭和53年）前半：ホーム延伸工事完了に伴い、ドアカット廃止[2]。

## 駅構造
相対式ホーム2面2線を有する高架駅。サービス係「専門社員」導入駅のため大井町駅より遠隔監視している。

### ドアカットの歴史
1976年（昭和51年）4月より、田園都市線（当時）で5両編成運行が開始されたが、当駅は道路上であることや住宅近接地などの事情から、ホーム有効長が確保出来ないため
、初代5000系5両編成で大井町寄り1両、大形20 m車（8000系・8500系）で大井町寄り2両をドアカットとした。かつては戸越公園駅と2駅連続でドアカット駅であったが、1978年（昭和53年）前半にホーム延伸工事が完了、当駅におけるドアカットは2年程で終了した。

### 駅改良工事
2012年度（平成24年度）より、エレベーター、エスカレータ新設を中心に耐震補強、バリアフリー化を目的とする改良工事を開始した。2014年（平成26年）2月28日にエレベーターが使用開始され、東急線全駅でバリアフリールート確保が達成された。

### のりば
| 番線 | 路線     | 方向 | 行先                           |
| ---- | -------- | ---- | ------------------------------ |
| 1    | 大井町線 | 下り | 自由が丘・二子玉川・溝の口方面 |
| 2    | 大井町線 | 上り | 大井町方面                     |

## 利用状況
2024年度（令和6年度）の1日平均乗降人員は9,364人である。
大井町駅より徒歩圏内（約10分）にあるためか、利用客はそれ程多くなく、東急大井町線の駅では北千束駅の次に少ない。
近年の1日平均乗降・乗車人員の推移は以下の通り。
| 年度               | 1日平均 乗降人員 | 1日平均 乗車人員 | 出典     |
| ------------------ | ---------------- | ---------------- | -------- |
| 1990年（平成02年） |                  | 6,849            | [ * 1 ]  |
| 1991年（平成03年） |                  | 6,743            | [ * 2 ]  |
| 1992年（平成04年） |                  | 6,449            | [ * 3 ]  |
| 1993年（平成05年） |                  | 6,364            | [ * 4 ]  |
| 1994年（平成06年） |                  | 6,066            | [ * 5 ]  |
| 1995年（平成07年） |                  | 6,003            | [ * 6 ]  |
| 1996年（平成08年） |                  | 5,515            | [ * 7 ]  |
| 1997年（平成09年） |                  | 5,403            | [ * 8 ]  |
| 1998年（平成10年） |                  | 5,219            | [ * 9 ]  |
| 1999年（平成11年） |                  | 4,956            | [ * 10 ] |
| 2000年（平成12年） |                  | 4,860            | [ * 11 ] |
| 2001年（平成13年） |                  | 4,747            | [ * 12 ] |
| 2002年（平成14年） | 9,279            | 4,597            | [ * 13 ] |
| 2003年（平成15年） | 9,247            | 4,566            | [ * 14 ] |
| 2004年（平成16年） | 9,160            | 4,518            | [ * 15 ] |
| 2005年（平成17年） | 9,026            | 4,457            | [ * 16 ] |
| 2006年（平成18年） | 8,809            | 4,359            | [ * 17 ] |
| 2007年（平成19年） | 8,897            | 4,402            | [ * 18 ] |
| 2008年（平成20年） | 8,584            | 4,252            | [ * 19 ] |
| 2009年（平成21年） | 8,181            | 4,049            | [ * 20 ] |
| 2010年（平成22年） | 7,908            | 3,904            | [ * 21 ] |
| 2011年（平成23年） | 7,629            | 3,770            | [ * 22 ] |
| 2012年（平成24年） | 7,515            | 3,710            | [ * 23 ] |
| 2013年（平成25年） | 6,964            | 3,425            | [ * 24 ] |
| 2014年（平成26年） | 7,434            | 3,669            | [ * 25 ] |
| 2015年（平成27年） | 8,165            | 4,055            | [ * 26 ] |
| 2016年（平成28年） | 8,293            | 4,132            | [ * 27 ] |
| 2017年（平成29年） | 8,339            | 4,162            | [ * 28 ] |
| 2018年（平成30年） | 8,643            | 4,310            | [ * 29 ] |
| 2019年（令和元年） | 8,702            | 4,336            | [ * 30 ] |
| 2020年（令和02年） | 6,711            |                  |          |
| 2021年（令和03年） | 7,750            |                  |          |
| 2022年（令和04年） | 8,289            |                  |          |
| 2023年（令和05年） | 8,823            |                  |          |
| 2024年（令和06年） | 9,364            |                  |          |

## 駅周辺
しながわ中央公園とタコ公園・荏原第五地域センターが駅に隣接している。戸越公園も徒歩圏内にある。駅周辺は青稜中学校・高等学校・品川区立豊葉の杜学園がある他、品川区役所などの公的施設が多いため、学生や通勤客の利用も多い。大井町駅、西大井駅、大崎駅の各路線に囲まれた立地にあり、利便性に優れた閑静な住宅街である。
また、駅の戸越公園方面を東海道新幹線および品鶴線（横須賀線）の線路が通る。大井町線と品鶴線の交差地点は、品鶴線を走行する湘南新宿ラインや相鉄・JR直通線の列車が品鶴線から大崎支線へと入る旧・蛇窪信号場である。

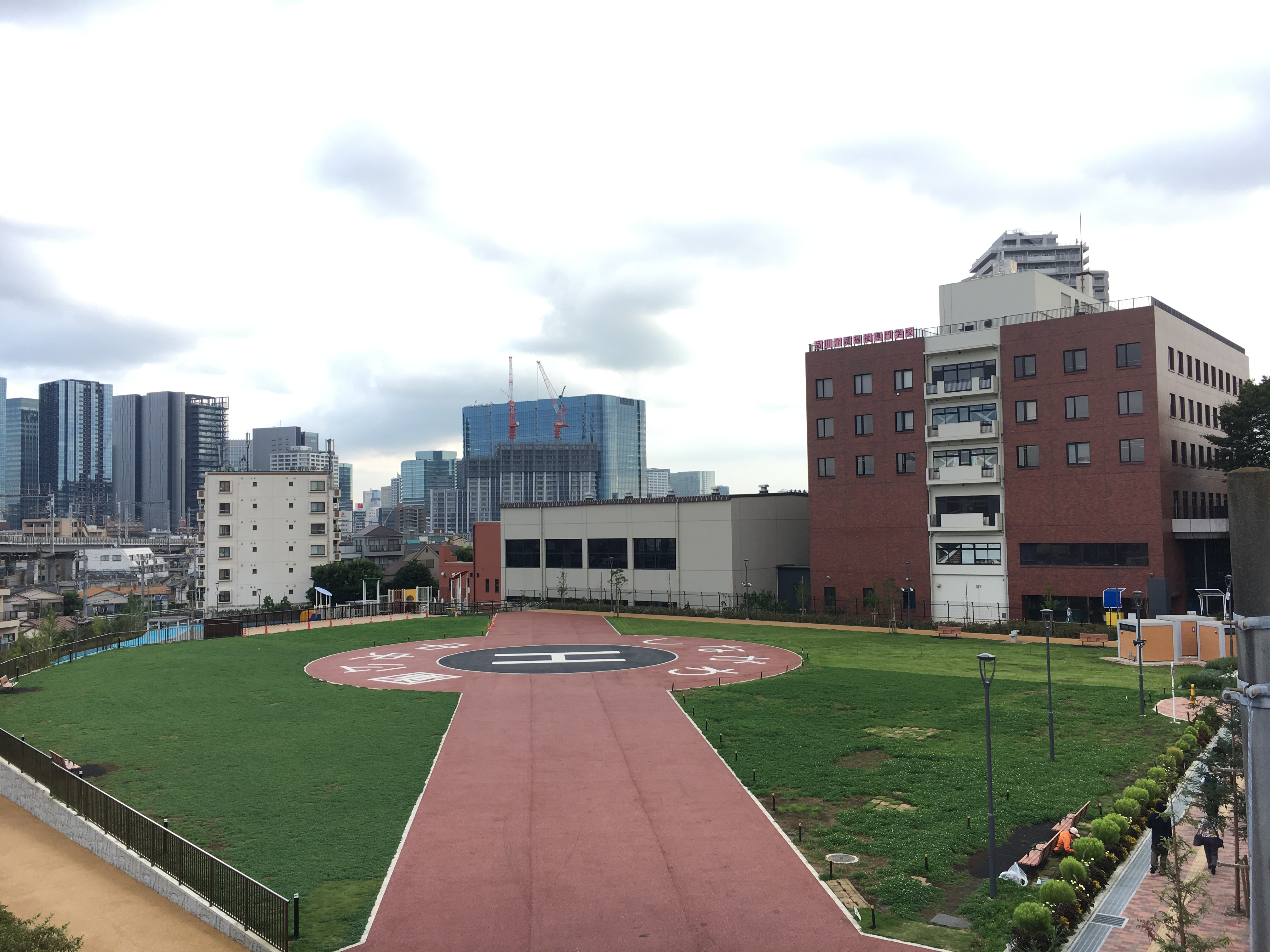
駅北側まで拡張されたしながわ中央公園
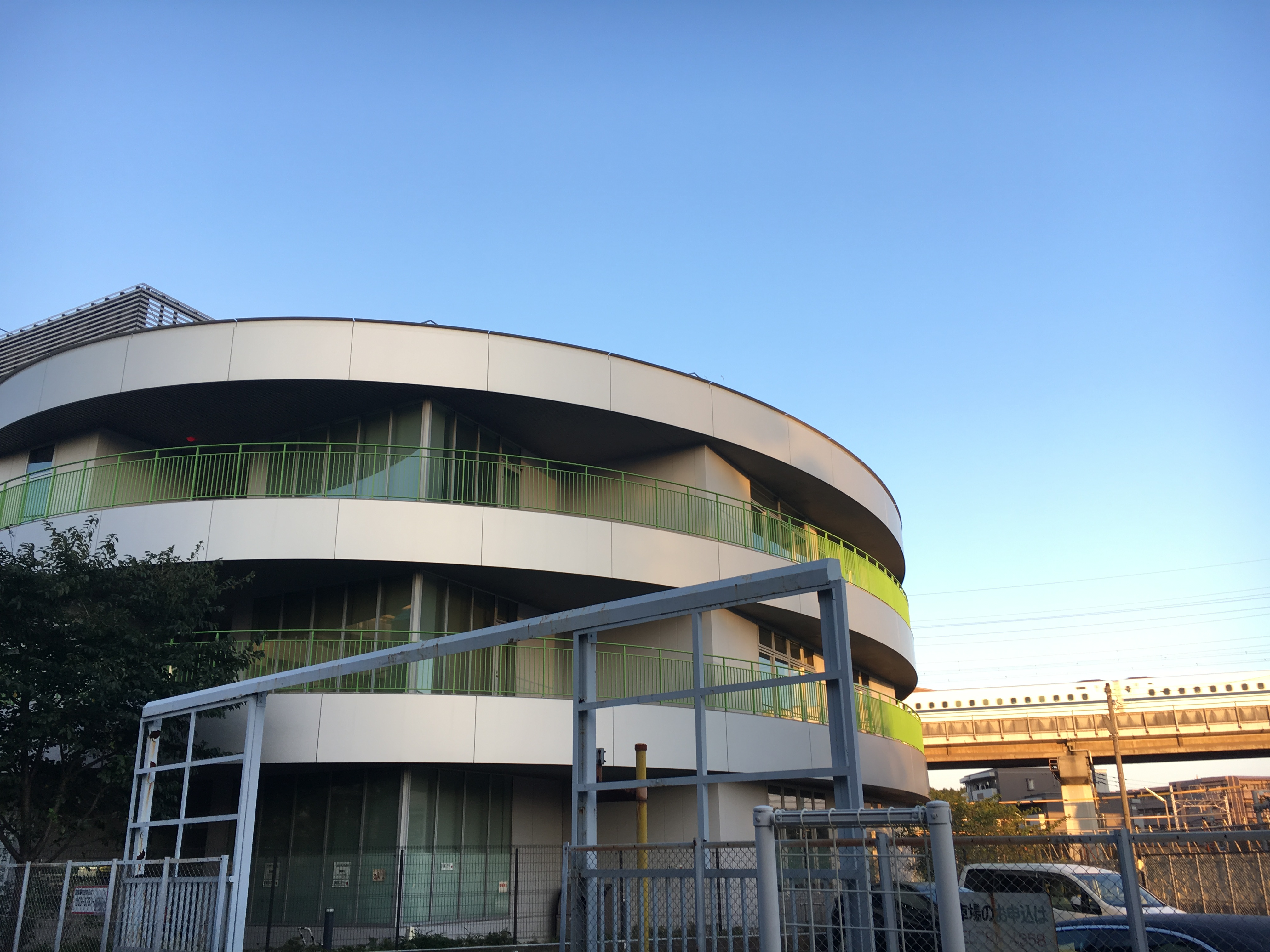
駅南側の荏原第五地域センター

### 官公庁・公共施設
- 品川区役所：屋上開放、電動自転車充電（2017年（平成29年）時点）。
- しながわ中央公園：拡張整備され、2017年（平成29年）に災害用ヘリポートや防災複合遊具が追加された。
- 品川区荏原第五地域センター
- しながわ防災体験館
- 品川区立中小企業センター：旧・品川区勤労者福祉会館。
- 大井町駅
- 品川区立二葉図書館
- 豊葉の杜学園温水プール
- 神明児童遊園；通称「タコ公園」。
- 戸越公園
- 品川区立ゆたか図書館
- 文庫の森
- （社福）品川総合福祉センター福祉工場しながわ（パン工房プチレーブ）

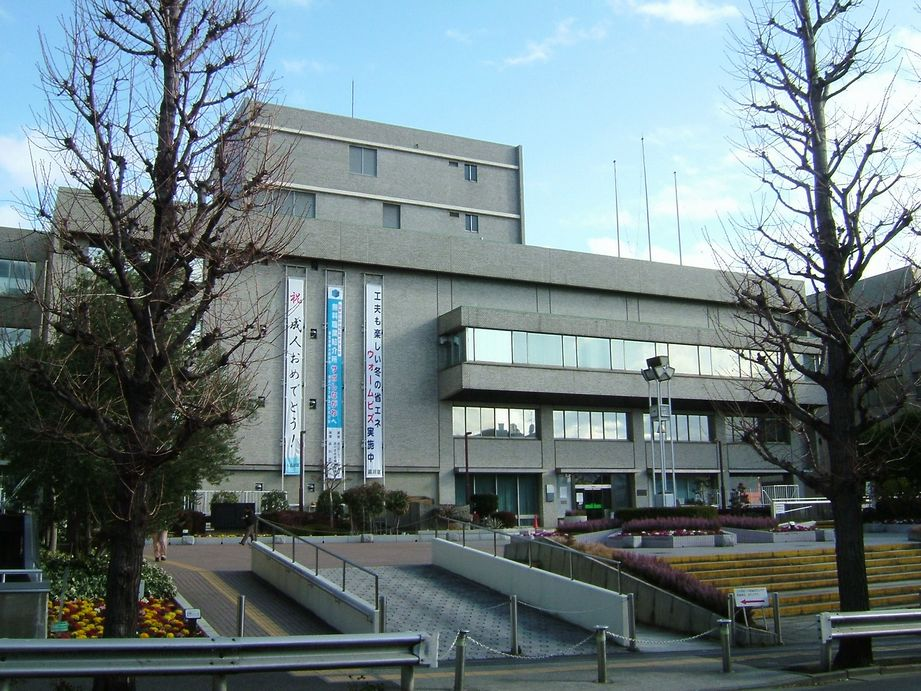
品川区役所

### 教育機関

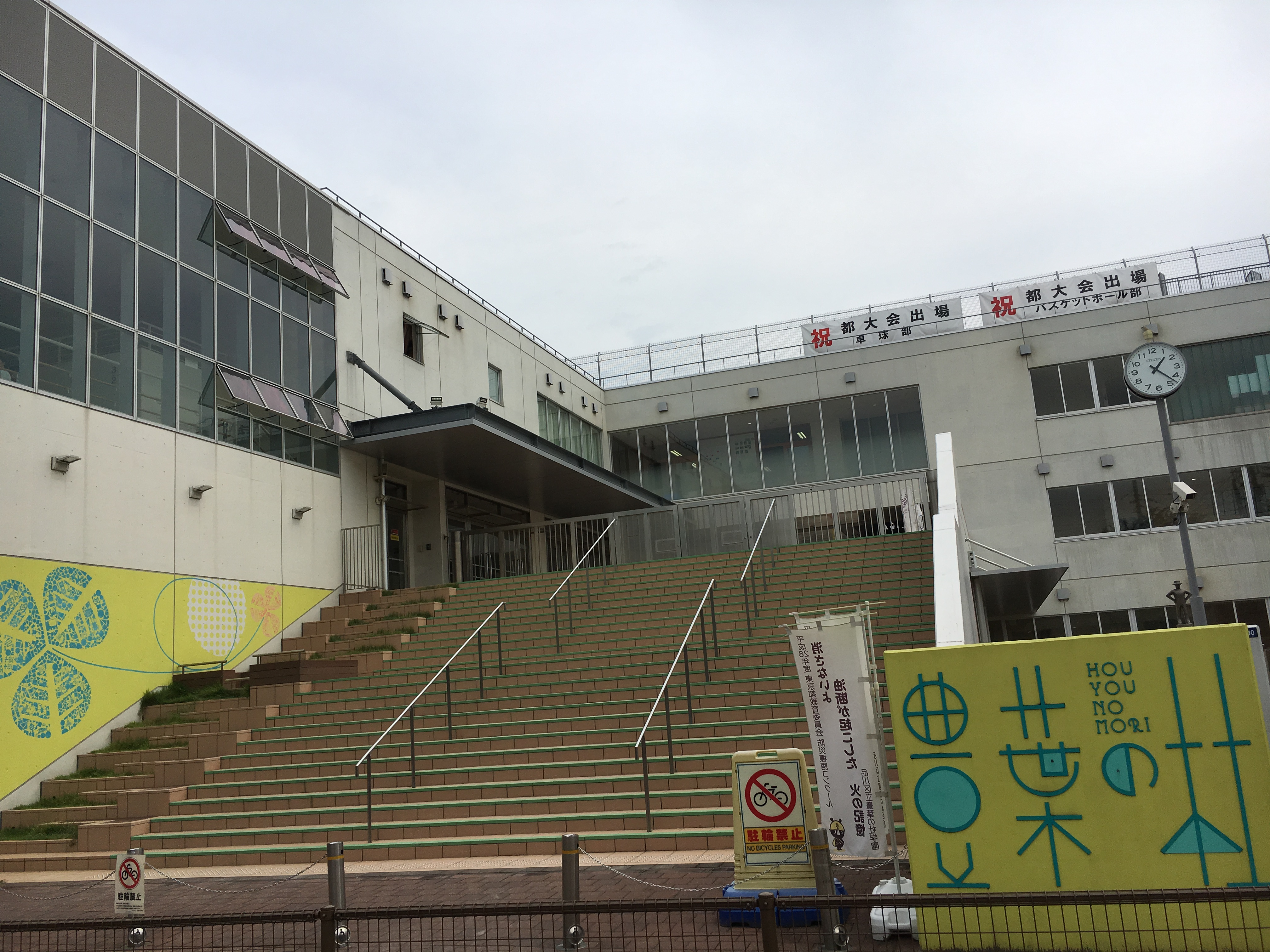
品川区立豊葉の杜学園
- 青稜中学校・高等学校
- 品川学藝高等学校
- 品川介護福祉専門学校
- 東京聖星社会福祉専門学校
- 品川翔英幼稚園
- 品川翔英小学校
- 品川翔英中学・高等学校
- 品川区立二葉すこやか園（幼保一体保育）
  - 品川区立二葉つぼみ保育園
  - 品川区立二葉幼稚園
- 品川区立二葉保育園
- 大井町のぞみ保育園
- 日本音楽学校幼稚園

- 品川区立豊葉の杜学園

### 郵便局・金融機関
- 品川区役所前郵便局
- 品川二葉郵便局
- みずほ銀行 品川区役所出張所
- 芝信用金庫 大井支店
- さわやか信用金庫 二葉出張所

### 道路
武蔵小山方面補助26号線、大崎方面163号線工事を通じて、道路ネットワーク強化・充実が進んでいる。
- 三間通り：旗の台方面。
- 四間通り：荏原中延駅方面。

### 神社仏閣
- 下神明天祖神社
- 荏原七福神 東光寺
- 貴船神社
- 戸越八幡神社

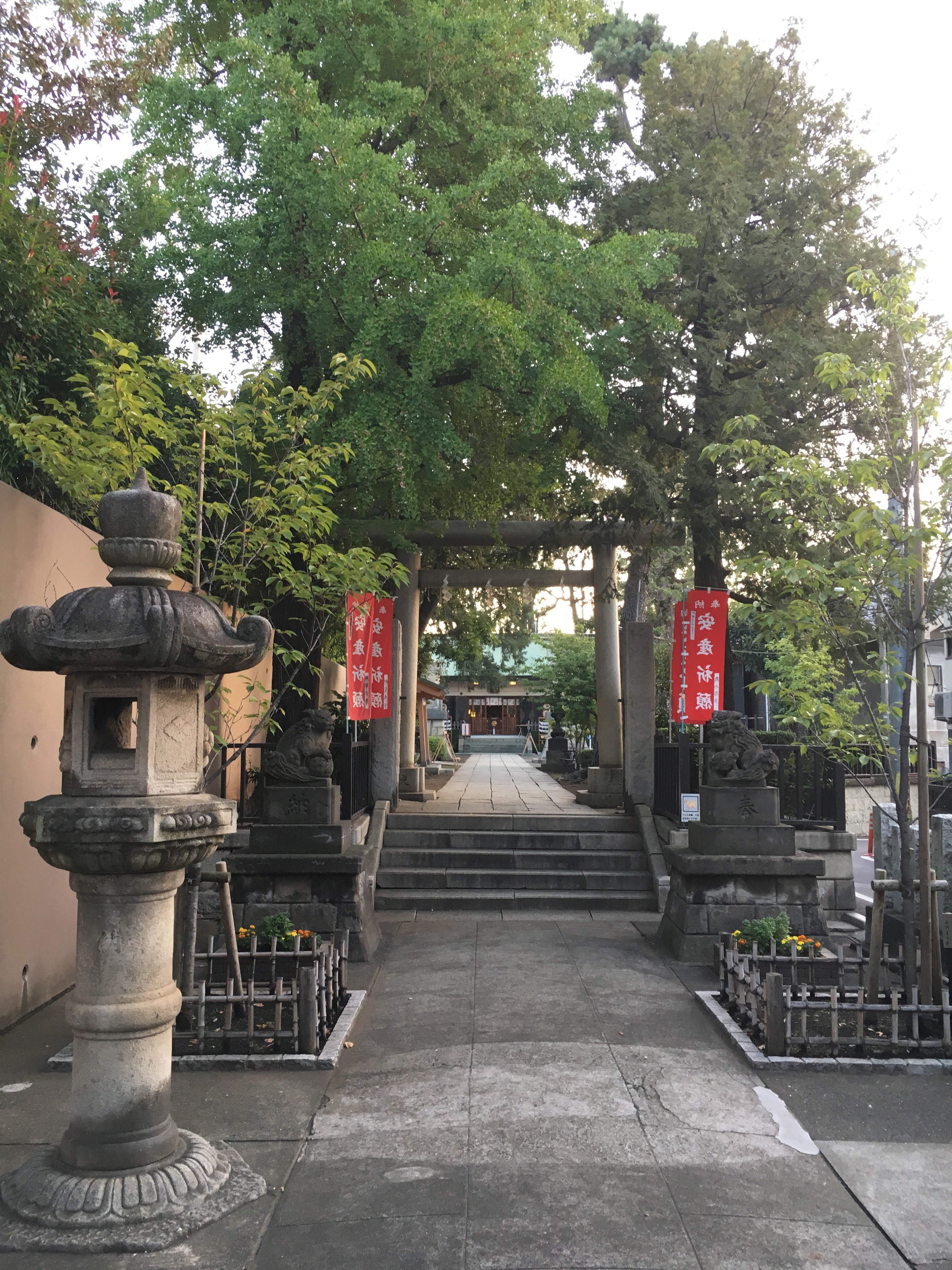
駅名の由来になった「下神明天祖神社」
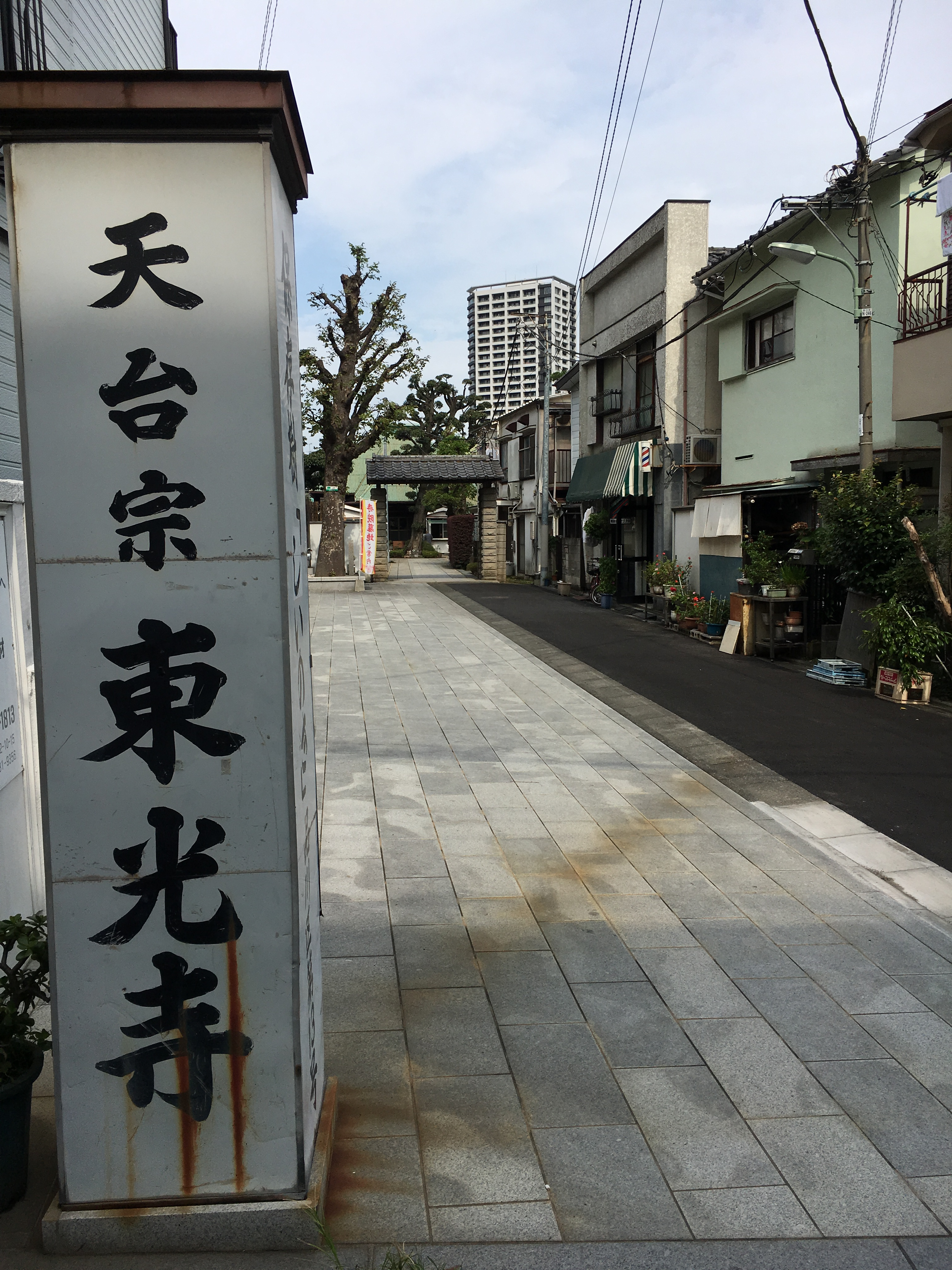
荏原七福神 東光寺

### 企業
- 東京総合車両センター
- ニコン 大井製作所
- ニコンビジョン
- ニコンシステム
- 株式会社スーパーコミュニケーションズ：三菱電機グループ企業。

### その他施設等
- NFパークビル
- ブリリア大井町ラヴィアンタワー
- グランダ大井町（ベネッセスタイルケア）

### 温泉・銭湯施設
- 西品川温泉 宮城湯
- 記念湯
- 大盛湯
- 東京浴場

### 店舗
- サンピア商店街
- 二葉一丁目商店会
- 二葉神明商店会
- 二葉二丁目共盛会
- 二葉中央商店会
- のんき通り商店街
- スギ薬局 大井町店
- ココカラファイン 大井町店
- ツルハドラッグ 大井1丁目店

## バス路線
最寄停留所は、駅南東の三間通り・立会道路にある「二葉一丁目」と、東海道新幹線・品鶴線を挟んだ駅西側の東京都道420号鮫洲大山線（補助26号線）上にある「下神明駅入口」である。いずれも東急バスにより運行されている。
二葉一丁目
- 井01：荏原営業所行 / 大井町駅行

下神明駅入口
- 井50：高輪ゲートウェイ駅行 / 武蔵小山駅行（平日のみ運行）
- 井51：東急大井町駅行 / 武蔵小山駅行（土休日のみ運行）

## 隣の駅
東急電鉄
 大井町線
■急行
通過
□各駅停車（二子新地・高津は通過）・■各駅停車（二子新地・高津に停車）
大井町駅 (OM01) - 下神明駅 (OM02) - 戸越公園駅 (OM03)